# هیئت استانداردهای حسابداری مالی

لوگوی قدیمی هیئت استانداردهای حسابداری مالی (آمریکا)

| هیئت استانداردهای حسابداری مالی (فزبی) | هیئت استانداردهای حسابداری مالی (فزبی)                                   |
| -------------------------------------- | ------------------------------------------------------------------------ |
|                                        |                                                                          |
| وظیفه                                  | تدوین اصول حسابداری پذیرفته همگانی برای واحدهای گزارشگر بخش خصوصی آمریکا |
| بنیان‌گذاری                             | ۱۹۷۳                                                                     |
| شخصیت حقوقی                            | سازمان غیرانتفاعی خصوصی                                                  |
| مقر                                    | نورواک، کنتیکت · ایالات متحده آمریکا                                     |
| زبان رسمی                              | انگلیسی                                                                  |
| رئیس                                   | لزلی اف. سیدمن                                                           |
| وب‌گاه رسمی                             | www.fasb.org                                                             |

هیئت استانداردهای حسابداری مالی (آمریکا) (FASB، فزبی)، یک سازمان مستقل بخش خصوصی در آمریکا است که زیر نظر بنیاد حسابداری مالی فعالیت می‌کند و مسئولیت اصلی آن تدوین اصول حسابداری پذیرفته همگانی (GAAP) برای واحدهای گزارشگر بخش خصوصی آمریکا است.

## شعار و اهداف
- شعار: خدمت به جامعه سرمایه‌گذاری از راه تدوین استانداردهای گزارشگری مالی با کیفیت بالا، در یک فرایند مستقل بخش خصوصی، برای تولید اطلاعات شفاف.
- اهداف:

1. بهبود فایده‌مندی گزارشگری مالی با تمرکز بر ویژگی‌های کیفی ربط‌پذیری، اتکاپذیری، مقایسه‌پذیری، و ثبات رویه؛
2. به‌هنگام نگه‌داشتن استانداردها برای بازتاب تغییر در روش‌های انجام کسب‌وکار و تغییر در اقتصاد؛
3. توجه به همه زمینه‌های قابل‌توجه ناکارایی در گزارشگری مالی که می‌تواند از راه استانداردگذاری بهبود یابند؛
4. ترویج هم‌گرایی بین‌المللی استانداردهای حسابداری هم‌زمان با بهبود کیفیت گزارشگری مالی؛ و
5. بهبود درک عمومی از ماهیت و اهداف اطلاعات در گزارش‌های مالی.

## تاریخچه
طبق «قانون بورس اوراق بهادار ۱۹۳۴»، کمیسیون بورس و اوراق بهادار آمریکا (SEC) ضابطه‌گذار قانونی برای وضع کردن استانداردهای حسابداری و گزارشگری مالی برای شرکت‌های عام آمریکا است. ولی از همان آغاز، سیاست این کمیسیون در ادای این وظیفه اتکا به نهادهای بخش خصوصی بوده‌است. از این رو، این مسئولیت از ۱۹۳۶ تا ۱۹۵۹ به «کمیته رویه حسابداری» (CAP) و از ۱۹۵۹ تا ۱۹۷۳ به «هیئت اصول حسابداری» (APB) - هر دو، زیر نظر انجمن حسابداران عمومی گواهی شده آمریکا - واگذار شده بود. ولی، پس از راه‌اندازی بنیاد حسابداری مالی (FAF) این مسئولیت به «هیئت استانداردهای حسابداری مالی» (FASB، فزبی) واگذار شد.

## ساختار
ساختار این هیئت از بسیاری جهات با نهادهای استانداردگذار پیشین متفاوت است. هیئت دارای هفت عضو تمام‌وقت است که ملزم هستند از همه موسساتی که پیش‌تر به آن‌ها وابسته بوده‌اند جدا شوند. این کار با هدف اطمینان‌دهی از استقلال و فراگروهی بودن هیئت انجام می‌شود. همه این اعضا از سوی بنیاد حسابداری مالی برگزیده و به کار گمارده می‌شوند. دوره عضویت اعضا پنج‌ساله است. اعضای فعلی هیئت عبارت‌اند از، لزلی اف سیدمن، رئیس هیئت (۲۰۱۳-۲۰۰۸)، دریل ای باک (۲۰۱۵-۲۰۱۰)، راسل جی گلدن (۲۰۱۲-۲۰۰۷)، توماس جی لینسمیر (۲۰۱۶-۲۰۱۱)، آر هارولد شرودر (۰۱۵-۲۰۱۰)، مارک ای سیگل (۲۰۱۳-۲۰۰۸)، و لاورنس دابیلیو اسمیت (۲۰۱۲-۲۰۰۷). افزون بر این اعضا، هیئت از خدمات ۶۸ کارشناس نیز بهره‌مند می‌شود که از موسسات حسابداری عمومی، صنایع، دانشگاه، و دولت به هیئت می‌آیند.

## اعلامیه‌های رسمی
اعلامیه‌های رسمی هیئت عبارتند از:
1. بیانیه‌های استانداردهای حسابداری مالی،
2. بیانیه‌های مفاهیم حسابداری مالی،
3. تفسیرها،
4. بولتن‌های فنی،
5. اعلامیه‌های گروه کاری موضوعات نوظهور.

متن کامل همهٔ این اعلامیه‌ها را می‌توانید از بخش «اعلامیه‌ها» در وب‌گاه رسمی هیئت دریافت کنید.